# Rättssociologi
Rättssociologi är en av gren av såväl rättsvetenskapen
som den allmänna sociologin, som  i studier av rätten systematiskt utnyttjar de inom sociologin utvecklade teoretiska modellerna och metodologiska tillvägagångssätten. Rättssociologi är ett samhällsvetenskapligt och rättsvetenskapligt ämne som sätter rätten i ett samhällsperspektiv och fokuserar på hur samhället påverkar rätten och hur gällande rätt påverkar samhällets normer och värderingar.

## Rättssociologi som ämne
Bland de paradigm som utövat inflytande på rättssociologiska studier under senaste tiden kan först nämnas det handlingsinriktade perspektivet som är inspirerat av Max Weber. Det av Niklas Luhmann utvecklade systemteoretiska perspektivet, samt olika konsensus- och konfliktinriktade struktur-funktionalistiska teorier  har också påverkat rättssociologiska studier. De sistnämnda tycks särskilt ha påverkat utvecklingen av rättssociologi i Norden. Inom svensk rättssociologi finns också en tradition att analysera rättsliga former som politiska styrningsinstrument. Fenomenologiska och etnometodologiska teorier har också använts, men i mindre utsträckning.

### Rättssociologisk utbildning
Juridiska institutionen vid Uppsala universitet erbjuder utbildning i rättssociologi på avancerad nivå samt forskarutbildning med rättssociologisk inriktning. Ämnet har varit företrätt vid Uppsala universitet sedan 1960-talet då det etablerades i Sverige.
Rättssociologiska institutionen vid Lunds universitet är det enda lärosätet i Sverige och Norden som erbjuder utbildning i rättssociologi på grund- och avancerad nivå samt som forskarutbildning. Ämnet har funnits vid Lunds universitet sedan 1972.